# Sportverein Waldhof Mannheim 07 1987-1988
Questa voce raccoglie le informazioni riguardanti lo Sportverein Waldhof Mannheim 07 nelle competizioni ufficiali della stagione 1987-1988.

## Stagione
Nella stagione 1987-1988 il Mannheim, allenato da Felix Latzke, concluse il campionato di Bundesliga al 16º posto. In Coppa di Germania il Mannheim fu eliminato al primo turno dal Kaiserslautern.

## Rosa
| N. |                     | Ruolo | Calciatore          |
| -- | ------------------- | ----- | ------------------- |
|    | Germania (bandiera) | P     | Andreas Clauß       |
|    | Germania (bandiera) | P     | Valentin Herr       |
|    | Germania (bandiera) | P     | Uwe Zimmermann      |
|    | Germania (bandiera) | D     | Manfred Bockenfeld  |
|    | Croazia (bandiera)  | D     | Zvezdan Cvetković   |
|    | Germania (bandiera) | D     | Roland Dickgießer   |
|    | Germania (bandiera) | D     | Dieter Finke        |
|    | Germania (bandiera) | D     | Frank Ockert        |
|    | Germania (bandiera) | D     | Ulf Quaisser        |
|    | Grecia (bandiera)   | D     | Dīmītrios Tsionanīs |
|    | Germania (bandiera) | C     | Günter Güttler      |
|    | Germania (bandiera) | C     | Werner Heck         |

| N. |                      | Ruolo | Calciatore         |
| -- | -------------------- | ----- | ------------------ |
|    | Germania (bandiera)  | C     | Peter Lux          |
|    | Germania (bandiera)  | C     | Jochen Müller      |
|    | Germania (bandiera)  | C     | Alfred Schön       |
|    | Germania (bandiera)  | C     | Martin Trieb       |
|    | Germania (bandiera)  | A     | Karl-Heinz Bührer  |
|    | Germania (bandiera)  | A     | Gerd Dais          |
|    | Danimarca (bandiera) | A     | Bo Elvar Jørgensen |
|    | Germania (bandiera)  | A     | Bernd Klotz        |
|    | Germania (bandiera)  | A     | Frank Lippmann     |
|    | Austria (bandiera)   | A     | Alfred Roscher     |
|    | Germania (bandiera)  | A     | Frank Schmöller    |

## Organigramma societario
Area tecnica
- Allenatore: Felix Latzke
- Allenatore in seconda: Günter Sebert
- Preparatore dei portieri:
- Preparatori atletici:

## Calciomercato

### Sessione estiva
| Acquisti | Acquisti           | Acquisti            | Acquisti |
| R.       | Nome               | da                  | Modalità |
| -------- | ------------------ | ------------------- | -------- |
| D        | Zvezdan Cvetković  | Dinamo Zagabria     |          |
| A        | Frank Schmöller    | Amburgo             |          |
| D        | Manfred Bockenfeld | Fortuna Düsseldorf  |          |
| A        | Gerd Dais          | Sandhausen          |          |
| D        | Dieter Finke       | Kickers Stoccarda   |          |
| C        | Günter Güttler     | Norimberga          |          |
| P        | Valentin Herr      | Vikt. Aschaffenburg |          |
| A        | Frank Lippmann     | Norimberga          |          |
| C        | Peter Lux          | Amburgo             |          |

| Cessioni | Cessioni         | Cessioni            | Cessioni |
| R.       | Nome             | a                   | Modalità |
| -------- | ---------------- | ------------------- | -------- |
| C        | Jörg Neun        | Borussia M'gladbach |          |
| D        | Rainer Scholz    | Darmstadt           |          |
| C        | Ronny Borchers   | FSV Francoforte     |          |
| C        | Maurizio Gaudino | Stoccarda           |          |
| D        | Jürgen Kohler    | Colonia             |          |
| P        | Gregor Quasten   | Homburg             |          |
| A        | Fritz Walter     | Stoccarda           |          |

### Sessione invernale
| Acquisti | Acquisti       | Acquisti         | Acquisti |
| R.       | Nome           | da               | Modalità |
| -------- | -------------- | ---------------- | -------- |
| A        | Alfred Roscher | Wacker Innsbruck |          |

| Cessioni | Cessioni          | Cessioni  | Cessioni |
| R.       | Nome              | a         | Modalità |
| -------- | ----------------- | --------- | -------- |
| A        | Henrik Eichenauer | Darmstadt |          |

## Risultati

### Bundesliga

#### Girone di andata
| Arbitro: | Mierswa |

|              |           |  |
| Schreier 37’ | Marcatori |  |

| Arbitro: | Osmers |

|           |           |  |
| Klotz 74’ | Marcatori |  |

| Arbitro: | Weber |

|                           |           |           |
| Wegmann 10’ Wohlfarth 25’ | Marcatori | 69’ Trieb |

| Arbitro: | Dellwing |

|                   |           |                  |
| Lux 73’ Trieb 88’ | Marcatori | 59’, 68’ Okoński |

| Ludwigshafen am Rhein 25 agosto 1987, ore 20:00 CEST 5ª giornata | Waldhof Mannheim | 0 – 0 referto | Homburg | Südweststadion (10 000 spett.)\| Arbitro: \| Broska \| |
| Arbitro:                                                         | Broska           |               |         |                                                        |

| Arbitro: | Kruse |

|              |           |          |
| Andersen 27’ | Marcatori | 28’ Neun |

| Arbitro: | Zimmermann |

|  |           |                                       |
|  | Marcatori | 12’ Thiele 25’ Criens 51’ Hochstätter |

| Arbitro: | Assenmacher |

|                                                           |           |                |
| Möller 12’ Klepper 25’ Balzis 56’ Smolarek 58’ Körbel 84’ | Marcatori | 69’ Bockenfeld |

| Ludwigshafen am Rhein 18 settembre 1987, ore 20:00 CEST 9ª giornata | Waldhof Mannheim | 0 – 0 referto | Colonia | Südweststadion (17 500 spett.)\| Arbitro: \| Bruch \| |
| Arbitro:                                                            | Bruch            |               |         |                                                       |

| Arbitro: | Krug |

|                                      |           |            |
| Riedle 25’ Meier 66’ Burgsmüller 69’ | Marcatori | 18’ Bührer |

| Arbitro: | Theobald |

|                         |           |  |
| Bockenfeld 17’ Heck 90’ | Marcatori |  |

| Arbitro: | Pauly |

|                                          |           |               |
| Hartmann 6’ Surmann 80’ Finke 90’ (aut.) | Marcatori | 7’ Dickgießer |

| Arbitro: | Weber |

|                              |           |             |
| Bührer 17’, 45’, 60’ Lux 72’ | Marcatori | 68’ Kreuzer |

| Arbitro: | Osmers |

|                   |           |                 |
| Roos 71’ Kohr 88’ | Marcatori | 23’, 52’ Bührer |

| Arbitro: | Mierswa |

|           |           |         |
| Klotz 44’ | Marcatori | 64’ Epp |

| Arbitro: | Eli |

|              |           |              |
| Kirchhoff 7’ | Marcatori | 85’ Lippmann |

| Arbitro: | Ahlenfelder |

|                        |           |                  |
| Güttler 18’ Bührer 22’ | Marcatori | 30’ Sigurvinsson |

#### Girone di ritorno
| Arbitro: | Barnick |

|            |           |                                 |
| Bührer 43’ | Marcatori | 31’ Schreier 45’, 55’, 83’ Tita |

| Arbitro: | Gabor |

|  |           |           |
|  | Marcatori | 54’ Klotz |

| Arbitro: | Krug |

|               |           |                             |
| Bockenfeld 9’ | Marcatori | 41’ Pflügler 83’ Rummenigge |

| Arbitro: | Theobald |

|                  |           |         |
| Beiersdorfer 53’ | Marcatori | 48’ Lux |

| Arbitro: | Heitmann |

|              |           |               |
| Wójcicki 28’ | Marcatori | 6’ Bockenfeld |

| Arbitro: | Brückner |

|  |           |              |
|  | Marcatori | 32’ Eckstein |

| Arbitro: | Barnick |

|  |           |                |
|  | Marcatori | 63’ Bockenfeld |

| Arbitro: | Kruse |

|                     |           |                         |
| Roscher 72’ Lux 88’ | Marcatori | 31’ Turowski 46’ Détári |

| Arbitro: | Osmers |

|                                                               |           |  |
| Dickgießer 63’ (aut.) Engels 77’ (rig.) Littbarski 85’ (rig.) | Marcatori |  |

| Arbitro: | Assenmacher |

|  |           |             |
|  | Marcatori | 46’ Borowka |

| Arbitro: | Zimmermann |

|          |           |            |
| Thon 83’ | Marcatori | 81’ Bührer |

| Arbitro: | Richmann |

|                     |           |              |
| Dais 44’ Bührer 86’ | Marcatori | 57’ Dammeier |

| Arbitro: | Kautschor |

|           |           |                 |
| Spies 23’ | Marcatori | 40’ (rig.) Dais |

| Arbitro: | Umbach |

|  |           |                   |
|  | Marcatori | 48’ Kohr 82’ Foda |

| Arbitro: | Werner |

|          |           |  |
| Kree 27’ | Marcatori |  |

| Arbitro: | Theobald |

|                                |           |                             |
| Cvetković 20’ (rig.) Trieb 42’ | Marcatori | 51’ Witeczek 85’ Eðvaldsson |

| Arbitro: | Ahlenfelder |

|            |           |            |
| Walter 42’ | Marcatori | 86’ Bührer |

### Coppa di Germania
| Arbitro: | Pauly |

|                                    |           |          |
| Wolf 81’ Emmerling 97’ Wuttke 119’ | Marcatori | 23’ Dais |

## Statistiche

### Statistiche di squadra
| Competizione      | Punti | In casa | In casa | In casa | In casa | In casa | In casa | In trasferta | In trasferta | In trasferta | In trasferta | In trasferta | In trasferta | Totale | Totale | Totale | Totale | Totale | Totale | DR  |
| Competizione      | Punti | G       | V       | N       | P       | Gf      | Gs      | G            | V            | N            | P            | Gf           | Gs           | G      | V      | N      | P      | Gf     | Gs     | DR  |
| ----------------- | ----- | ------- | ------- | ------- | ------- | ------- | ------- | ------------ | ------------ | ------------ | ------------ | ------------ | ------------ | ------ | ------ | ------ | ------ | ------ | ------ | --- |
| Bundesliga        | 28    | 17      | 5       | 6       | 6       | 20      | 23      | 17           | 2            | 8            | 7            | 15           | 27           | 34     | 7      | 14     | 13     | 35     | 50     | -15 |
| Coppa di Germania | -     | 0       | 0       | 0       | 0       | 0       | 0       | 1            | 0            | 0            | 1            | 1            | 3            | 1      | 0      | 0      | 1      | 1      | 3      | -2  |
| Totale            | 28    | 17      | 5       | 6       | 6       | 20      | 23      | 18           | 2            | 8            | 8            | 16           | 30           | 35     | 7      | 14     | 14     | 36     | 53     | -17 |

### Andamento in campionato
| Giornata  | 1  | 2  | 3  | 4  | 5  | 6  | 7  | 8  | 9  | 10 | 11 | 12 | 13 | 14 | 15 | 16 | 17 | 18 | 19 | 20 | 21 | 22 | 23 | 24 | 25 | 26 | 27 | 28 | 29 | 30 | 31 | 32 | 33 | 34 |
| --------- | -- | -- | -- | -- | -- | -- | -- | -- | -- | -- | -- | -- | -- | -- | -- | -- | -- | -- | -- | -- | -- | -- | -- | -- | -- | -- | -- | -- | -- | -- | -- | -- | -- | -- |
| Luogo     | T  | C  | T  | C  | C  | T  | C  | T  | C  | T  | C  | T  | C  | T  | C  | T  | C  | C  | T  | C  | T  | T  | C  | T  | C  | T  | C  | T  | C  | T  | C  | T  | C  | T  |
| Risultato | P  | V  | P  | N  | N  | N  | P  | P  | N  | P  | V  | P  | V  | N  | N  | N  | V  | P  | V  | P  | N  | N  | P  | V  | N  | P  | P  | N  | V  | N  | P  | P  | N  | N  |
| Posizione | 14 | 10 | 15 | 12 | 10 | 11 | 14 | 16 | 18 | 18 | 14 | 17 | 13 | 14 | 13 | 13 | 11 | 11 | 10 | 11 | 11 | 11 | 14 | 12 | 10 | 11 | 14 | 14 | 13 | 12 | 13 | 16 | 16 | 16 |

Legenda:

Luogo: C = Casa; T = Trasferta. Risultato: V = Vittoria; N = Pareggio; P = Sconfitta.

### Statistiche dei giocatori
| Giocatore     | Bundesliga | Bundesliga | Bundesliga  | Bundesliga | Relegation Bundesliga | Relegation Bundesliga | Relegation Bundesliga | Relegation Bundesliga | Coppa di Germania | Coppa di Germania | Coppa di Germania | Coppa di Germania | Totale   | Totale | Totale      | Totale     |
| Giocatore     | Presenze   | Reti       | Ammonizioni | Espulsioni | Presenze              | Reti                  | Ammonizioni           | Espulsioni            | Presenze          | Reti              | Ammonizioni       | Espulsioni        | Presenze | Reti   | Ammonizioni | Espulsioni |
| ------------- | ---------- | ---------- | ----------- | ---------- | --------------------- | --------------------- | --------------------- | --------------------- | ----------------- | ----------------- | ----------------- | ----------------- | -------- | ------ | ----------- | ---------- |
| M. Bockenfeld | 32         | 5          | 5           | 0          | 3                     | 0                     | 0                     | 0                     | 1                 | 0                 | 0                 | 0                 | 36       | 5      | 5           | 0          |
| K. Bührer     | 29         | 11         | 9           | 0          | 3                     | 1                     | 1                     | 0                     | 1                 | 0                 | 1                 | 0                 | 33       | 12     | 11          | 0          |
| A. Clauß      | 0          | 0          | 0           | 0          | 0                     | 0                     | 0                     | 0                     | 0                 | 0                 | 0                 | 0                 | 0        | 0      | 0           | 0          |
| Z. Cvetković  | 24         | 1          | 7           | 0          | 3                     | 0                     | 1                     | 0                     | 0                 | 0                 | 0                 | 0                 | 27       | 1      | 8           | 0          |
| G. Dais       | 15         | 2          | 2           | 0          | 0                     | 0                     | 0                     | 0                     | 1                 | 1                 | 0                 | 0                 | 16       | 3      | 2           | 0          |
| R. Dickgießer | 23         | 1          | 5           | 0          | 0                     | 0                     | 0                     | 0                     | 1                 | 0                 | 1                 | 1                 | 24       | 1      | 6           | 1          |
| H. Eichenauer | 2          | 0          | 0           | 0          | 0                     | 0                     | 0                     | 0                     | 0                 | 0                 | 0                 | 0                 | 2        | 0      | 0           | 0          |
| D. Finke      | 24         | 0          | 6           | 0          | 3                     | 0                     | 1                     | 0                     | 1                 | 0                 | 1                 | 0                 | 28       | 0      | 8           | 0          |
| G. Güttler    | 24         | 1          | 8           | 0          | 1                     | 0                     | 0                     | 1                     | 1                 | 0                 | 1                 | 0                 | 26       | 1      | 9           | 1          |
| W. Heck       | 5          | 1          | 1           | 0          | 0                     | 0                     | 0                     | 0                     | 0                 | 0                 | 0                 | 0                 | 5        | 1      | 1           | 0          |
| V. Herr       | 0          | 0          | 0           | 0          | 0                     | 0                     | 0                     | 0                     | 0                 | 0                 | 0                 | 0                 | 0        | 0      | 0           | 0          |
| B. Jørgensen  | 2          | 0          | 0           | 0          | 0                     | 0                     | 0                     | 0                     | 0                 | 0                 | 0                 | 0                 | 2        | 0      | 0           | 0          |
| B. Klotz      | 16         | 3          | 2           | 0          | 2                     | 0                     | 0                     | 0                     | 0                 | 0                 | 0                 | 0                 | 18       | 3      | 2           | 0          |
| F. Lippmann   | 16         | 1          | 4           | 0          | 0                     | 0                     | 0                     | 0                     | 0                 | 0                 | 0                 | 0                 | 16       | 1      | 4           | 0          |
| P. Lux        | 30         | 4          | 3           | 0          | 3                     | 1                     | 1                     | 0                     | 1                 | 0                 | 0                 | 0                 | 34       | 5      | 4           | 0          |
| J. Müller     | 32         | 0          | 3           | 0          | 3                     | 0                     | 0                     | 0                     | 1                 | 0                 | 0                 | 0                 | 36       | 0      | 3           | 0          |
| J. Neun       | 16         | 1          | 4           | 0          | 0                     | 0                     | 0                     | 0                     | 1                 | 0                 | 1                 | 0                 | 17       | 1      | 5           | 0          |
| F. Ockert     | 7          | 0          | 1           | 0          | 0                     | 0                     | 0                     | 0                     | 0                 | 0                 | 0                 | 0                 | 7        | 0      | 1           | 0          |
| U. Quaisser   | 12         | 0          | 0           | 0          | 3                     | 0                     | 0                     | 0                     | 1                 | 0                 | 0                 | 0                 | 16       | 0      | 0           | 0          |
| A. Roscher    | 9          | 1          | 1           | 0          | 0                     | 0                     | 0                     | 0                     | 0                 | 0                 | 0                 | 0                 | 9        | 1      | 1           | 0          |
| F. Schmöller  | 17         | 0          | 3           | 0          | 3                     | 0                     | 0                     | 0                     | 0                 | 0                 | 0                 | 0                 | 20       | 0      | 3           | 0          |
| R. Scholz     | 3          | 0          | 0           | 0          | 0                     | 0                     | 0                     | 0                     | 0                 | 0                 | 0                 | 0                 | 3        | 0      | 0           | 0          |
| A. Schön      | 28         | 0          | 5           | 1          | 2                     | 1                     | 1                     | 0                     | 1                 | 0                 | 0                 | 0                 | 31       | 1      | 6           | 1          |
| M. Trieb      | 30         | 3          | 2           | 0          | 2                     | 0                     | 0                     | 0                     | 1                 | 0                 | 0                 | 0                 | 33       | 3      | 2           | 0          |
| D. Tsionanīs  | 7          | 0          | 1           | 0          | 3                     | 1                     | 1                     | 0                     | 0                 | 0                 | 0                 | 0                 | 10       | 1      | 2           | 0          |
| U. Zimmermann | 34         | 0          | 1           | 0          | 3                     | 0                     | 0                     | 0                     | 1                 | 0                 | 0                 | 0                 | 38       | 0      | 1           | 0          |